# Hasenfeld Artúr
Hasenfeld Artúr, eredetileg Hasenfeld Alfréd (Szliácsfürdő, 1870. július 21. – Budapest, 1941. január 7.) magyar orvos, egyetemi tanár, belgyógyász, kardiológus, a MTA tagja. Hasenfeld Manó orvos fia.

## Élete
Hasenfeld Manó és Keppich Kamilla fia. Miután megszerezte diplomáját, hosszabb tanulmányútra ment és éveket töltött Bécsben és Berlinben, belgyógyászati klinikákon. 1906-ban a Budapesti Tudományegyetemen szívbetegségek kór- és gyógytanából magántanári képesítést szerzett. 1901-ben a fővárosi Erzsébet szegényházi kórházban előbb rendelő, később főorvos lett. 1913-tól a Duna bal parti belgyógyászati kórházak főorvosa lett. Az első világháború alatt harctéri szolgálatot teljesített és több kitüntetést szerzett. 1926-ban egészségügyi főtanácsossá, két évvel később egyetemi rendkívüli tanárrá nevezték ki. Szaktanulmányai a szív megbetegedéseivel foglalkoznak.

## Magánélete
Házastársa baranyavári Ullmann Sarolta (1880–1945) volt, Ullmann Emil udvari tanácsos és Ullmann Katalin lánya, akivel 1903. január 10-én Budapesten, a Terézvárosban kötött házasságot. 1919-ben feleségével együtt áttért a római katolikus hitre.
Gyermekei
- Hasenfeld Anna Ilona. Férje dr. Horváth István József (1892–1954) ügyvéd.[6]
- Hasenfeld Olga Mária

Sírja a Fiumei úti sírkertben található (34-1-63).

## Főbb művei
- A szívbetegségek gyógyítása (Budapest, 1904)